# Irina Goldberg
Irina Goldberg transliteración del ruso Ирина Голдберг (26 de febrero de 1973) es una brióloga y botánica rusa.
En 2002, obtuvo su Ph.D. en biología (embriología), reconocida por el Centro de Evaluación de Títulos Extranjeros, Ministerio de Educación.
Especializada en musgos, determinación y taxonomía vegetal, experiencia en especiación, y trabajo de campo, desarrollando actividades académicas y científicas en la Universidad de Copenhague.

## Algunas publicaciones
- 2002a. The saxicolous moss flora of the Middle Urals. Arctoa 11: 63–80
- 2002b. Contribution to the saxicolous moss flora of the Northern Urals. Arctoa 11: 81–86

- La abreviatura «I.Goldberg» se emplea para indicar a Irina Goldberg como autoridad en la descripción y clasificación científica de los vegetales.[3]